# Championnat de France de hockey sur glace 1926-1927
Saison précédente Saison suivante
La saison 1926-1927 est la 12e saison du championnat de France de hockey sur glace.

## Référence
Résultats de la saison sur Hockeyarchives